# Neopinnaspis harperi
Neopinnaspis harperi är en insektsart som beskrevs av Mckenzie 1949. Neopinnaspis harperi ingår i släktet Neopinnaspis och familjen pansarsköldlöss. Inga underarter finns listade i Catalogue of Life.